# ヴォルフガング・ゲンネンヴァイン
ヴォルフガング・ゲンネンヴァイン（Wolfgang Gönnenwein, 1933年1月29日 - 2015年7月26日）は、ドイツ出身の指揮者。
シュヴェービッシュ・ハルの生まれ。ハイデルベルクとチュービンゲンで音楽とドイツ学を専攻。1959年から南ドイツ・マドリガル合唱団の指揮者として音楽家のキャリアを開始する。1968年から1973年までケルン・バッハ合唱団の指揮者となった。1971年から2004年までルートヴィヒスブルク音楽祭の芸術監督を務め、1985年から1992年までヴュルテンブルク国立歌劇場の総監督を兼務した。
1968年から1982年までシュトゥットガルト音楽演劇大学で合唱音楽を教え、1973年からは学長を務めていた。1988年にロタール・シュペートにより芸術国務院の長のポストを与えられたが、シュペートの失脚後は公金横領の嫌疑をかけられたこともあった。
ルートヴィヒスブルクにて没。